# 哈罗德·D·巴布科克
哈罗德·迪洛斯·巴布科克（英語：Harold Delos Babcock，1882年1月24日—1968年4月8日），美国天文学家，霍勒斯·W·巴布科克的父亲。他具有英格兰人和德意志人的血统。
巴布科克专门从事太阳光谱的研究，并且绘制了太阳表面的磁场分布。他和他的儿子揭示了某些恒星上强磁场的存在。

## 生平
巴布科克出生于威斯康辛州埃杰顿。他在洛杉矶读完高中，并在1901年进入了加州大学伯克利分校。1907年至1948年间，他在 威尔逊山天文台工作。

## 奖项和荣誉

### 奖项
- 太平洋天文学会布鲁斯奖章[3]（1953年）

### 以他的名字命名的事物
- 月球上的巴布科克环形山，以他的名字命名
- 小行星3167巴布科克，以他和他儿子的名字共同命名

### 讣告
- Obs 88 (1968) 174（页面存档备份，存于） (one paragraph)
- QJRAS 10 (1969) 68（页面存档备份，存于）